# Rangaeris
Rangaeris là một chi thực vật có hoa trong họ, Orchidaceae.